# 高槻市立第一中学校
高槻市立第一中学校（たかつきしりつ だいいちちゅうがっこう）は、大阪府高槻市城内町にある公立中学校。略称は一中、第一中、高槻一中、高一など。

## 概要
高槻市の中心部・東海道本線（JR京都線）（阪急京都線）よりも南側の一帯を校区にしている。
学校敷地は高槻城内にあり、1909年から1945年にかけて駐屯した工兵第四連隊（当初は大隊。第四師団隷下）の跡地に立地する。かつて構内にあった工兵第四連隊営門を分離して史跡として保存している。

## 沿革
1947年の学制改革とともに、高槻市（当時の市域）で唯一の中学校・高槻市立中学校として設置された。翌1948年には高槻市立第一中学校に改称し、1949年には高槻市立第二中学校を分離した。
その後地域の人口増加に伴い、1970年代には高槻市立第十中学校・高槻市立城南中学校の2校が分離開校している。

### 年表
- 1947年 - 高槻市立中学校として開校。
- 1948年 - 高槻市立第一中学校に改称。
- 1949年 - 高槻市立第二中学校を分離。
- 1956年 - 講堂兼体育館竣工。
- 1961年 - 如是地区を高槻市立第三中学校校区へ分離編入。
- 1963年 - 高槻市立第六中学校を分離。
- 1967年 - プール完工。
- 1972年 - 高槻市立第十中学校を分離。
- 1975年 - 高槻市立城南中学校を分離。
- 1986年 - 新体育館完工。

## 通学区域
- 高槻市立高槻小学校と高槻市立桃園小学校の通学区域。

## 交通
- 阪急京都線 高槻市駅 南へ約700m。

## 周辺
- 高槻城跡
- 城跡公園
- 高槻市立しろあと歴史館
- 高槻城公園芸術文化劇場
- 野見神社

## 著名な卒業生
- 吉田輝雄 - 俳優
- 近藤和彦 - プロ野球選手
- 森悠子 - ヴァイオリニスト
- 本田博 - 工学者、産業フロンティア研究者
- 森本涼雅 - フィギュアスケート選手